# تيري تايلور (لاعب كرة قدم أمريكية)
تيري تايلور (بالإنجليزية: Terry Taylor)‏ هو لاعب كرة قدم أمريكية أمريكي، ولد في 18 يوليو 1961 في وارن في الولايات المتحدة.

## وصلات خارجية
- تيري تايلور على موقع مرجع كرة القدم المحترفة.كوم (الإنجليزية)